# فوگاس (نان)
در آشپزی فرانسوی فوگاس (به فرانسوی: Fougasse‎) یک نوع نان است که مخصوص پروانس بوده اما در دیگر مناطق هم یافت می‌شود. بعضی اوقات این نان‌ها را به شکل خوشۀ گندم در‌ می‌آورند.